# Wurmbea
Wurmbea är ett släkte i tidlösefamiljen (Colchicaceae). Släktet innehåller ett 40-tal arter uppdelade mellan Afrika, främst Kapprovinsen i Sydafrika, och Australien.
Genetiska studier inkluderar släktena Neodregea C.H.Wright och Onixotis Raf. från Afrika och arten Iphigenia novae-zelandiae Baker från Nya Zeeland. Släktet innehåller den giftiga alkaloiden kolchicin. Flera australiensiska arter har skilda hon- och hanplantor och är en viktiga modellorganismer för hur detta uppkommer inom växter.
Den tidigare professorn vid Naturhistoriska Riksmuseet i Stockholm, Bertil Nordenstam, är en världsauktoritet på släktet och har publicerat de mest moderna monografierna över de afrikanska arterna.

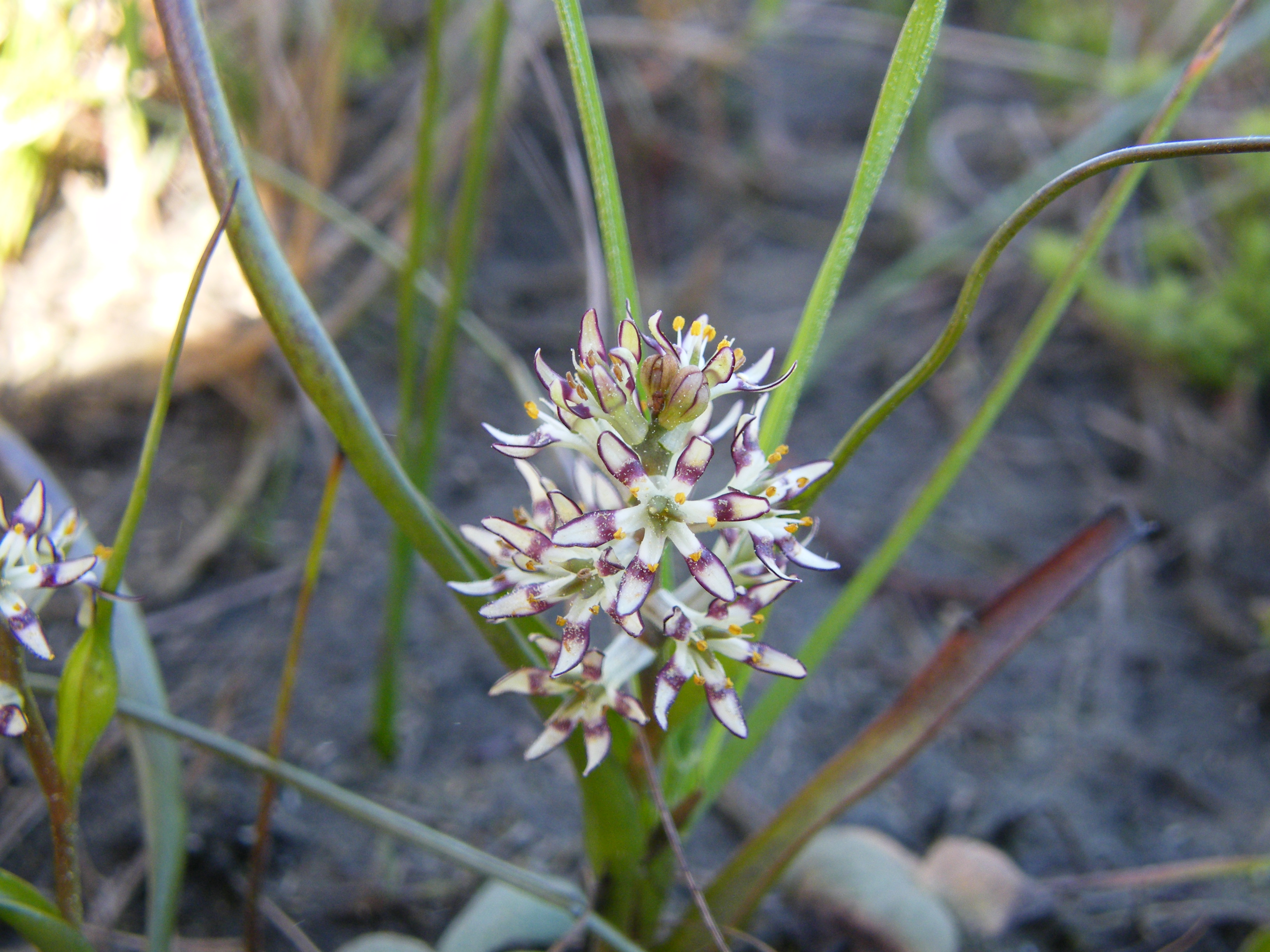
Wurmbea inusta, en art från Sydafrika

## Arter
Afrikanska
- Wurmbea angustifolia B.Nord.
- Wurmbea burttii  B.Nord.
- Wurmbea capensis  Thunb.
- Wurmbea compacta  B.Nord.
- Wurmbea dolichantha  B.Nord.
- Wurmbea elatior  B.Nord.
- Wurmbea elongata  B.Nord.
- Wurmbea glassii  (C.H.Wright) J.C.Manning & Vinn. (Neodregea glassii  C.H.Wright)
- Wurmbea hiemalis  B.Nord.
- Wurmbea inusta  (Baker) B.Nord.
- Wurmbea kraussii  Baker
- Wurmbea marginata  (Desr.) B.Nord.
- Wurmbea minima  B.Nord.
- Wurmbea monopetala  (L.f.) B.Nord.
- Wurmbea punctata  (L.) J.C.Manning & Vinn. (Onixotis punctata  (L.) Mabb.)
- Wurmbea pusilla  E.Phillips
- Wurmbea recurva  B.Nord.
- Wurmbea robusta  B.Nord.
- Wurmbea spicata  (Burm.f.) T.Durand & Schinz
- Wurmbea stricta  (Burm.f.) J.C.Manning & Vinn. (Onixotis stricta  (Burm.f.) Wijnands)
- Wurmbea tenuis  (Hook.f.) Baker
- Wurmbea variabilis  B.Nord.

Australiska
- Wurmbea australis (R.J.Bates) R.J.Bates
- Wurmbea biglandulosa (R.Br.) T.D.Macfarl.
- Wurmbea calcicola T.D.Macfarl.
- Wurmbea centralis T.D.Macfarl.
- Wurmbea cernua T.D.Macfarl.
- Wurmbea citrina (R.J.Bates) R.J.Bates
- Wurmbea decumbens R.J.Bates
- Wurmbea densiflora (Benth.) T.D.Macfarl.
- Wurmbea deserticola T.D.Macfarl.
- Wurmbea dilatata T.D.Macfarl.
- Wurmbea dioica (R.Br.) F.Muell. - Early Nancy
- Wurmbea drummondii Benth.
- Wurmbea graniticola T.D.Macfarl.
- Wurmbea inflata T.D.Macfarl. & A.Case
- Wurmbea inframediana T.D.Macfarl.
- Wurmbea latifolia T.D.Macfarl.
- Wurmbea monantha (Endl.) T.D.Macfarl.
- Wurmbea murchisoniana T.D.Macfarl.
- Wurmbea nilpinna R.J.Bates
- Wurmbea odorata T.D.Macfarl.
- Wurmbea pygmaea (Endl.) Benth.
- Wurmbea saccata S.J.Leeuwen
- Wurmbea sinora T.D.Macfarl.
- Wurmbea stellata R.J.Bates
- Wurmbea tenella (Endl.) Benth.
- Wurmbea tubulosa Benth.
- Wurmbea uniflora (R.Br.) T.D.Macfarl.